# Roripella
Roripella es un género de fanerógamas de la familia Brassicaceae. Comprende una especie. 
Está considerada un sinónimo del género Rorippa

## Especie
- Roripella atlantica (Ball) W.Greuter & Burdet